# 181392 Katonajozsef
181392 Katonajozsef este o planetă minoră (asteroid) din centura de asteroizi. A fost descoperită pe 23 septembrie 2006 la Piszkéstetői Obszervatórium⁠(d) de Krisztián Sárneczky⁠(d) și a fost numită după József Katona. 
Obiectul prezintă o orbită caracterizată de o semiaxă mare de 2,7963045494681 UAi, o excentricitate de 0,084989255613701, o înclinație de 13,643547568505 ° în raport cu ecliptica.